# 永岡杜人
永岡 杜人（ながおか もりと、1958年 - ）は、日本の文芸評論家である。

## 経歴
1958年、東京都生まれ。
法政大学大学院人文科学研究科日本文学専攻博士課程単位取得退学。
1984年から高等学校・中等教育学校社会科教員。2012年から法政大学非常勤講師を兼任。
2009年『言語についての小説　リービ英雄論』で第52回講談社群像新人文学賞評論部門受賞。

## 著書
- 『柳美里という物語』（勉誠出版、2010）
- 『戦争の記憶と女たちの反戦表現』（ゆまに書房、2015）
- 『社会文学の三〇年　バブル経済　冷戦崩壊　３・11』（日本社会文学会編、菁柿堂、2016、研究者としての名で論文を掲載）
- 『言葉が見る夢』（同時代社、2020）

## その他の活動
2020年7月GALLERY FACE TO FACEで開催されたグループ展About”distance”展で画家としてもデビュー。